# Jacquet

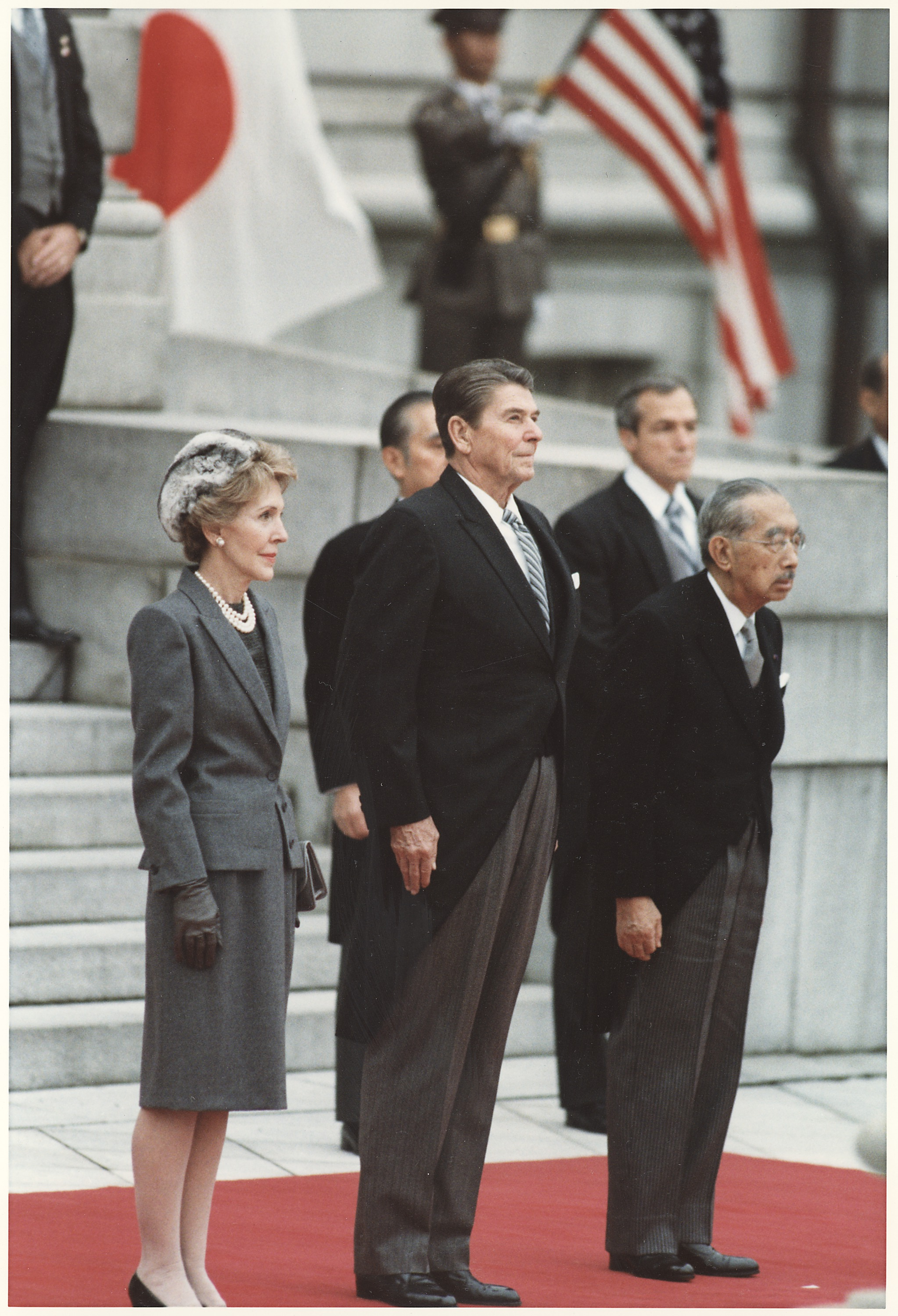
President Ronald Reagan en keizer Hirohito in jacquet

Jacquet is gelegenheidskleding voor overdag voor mannen. Het bestaat uit een lange, zwarte pandjesjas (met  puntrevers, de bedienden met haakrevers) met rond weggesneden voorpanden en een grijsgestreepte broek zonder omslag. Daaronder wordt gedragen een wit, niet gesteven overhemd met een Franse knoopsluiting, dubbele manchetten, een das of een plastrondas en een vest. Verder grijze glacé of suède handschoenen, een grijze of zwarte hoge hoed en gladleren, zwarte oxfords; zwarte handschoenen worden gedragen bij rouw, grijze bij feestelijke gelegenheden. Uiteraard dient er ook een pochet bij gedragen te worden, passend bij het gehele gedragen ensemble.
Een jacquet wordt tegenwoordig bijna alleen nog gedragen tijdens een huwelijksceremonie en een begrafenis. Ook op katholieke feesten dragen vooraanstaande mannen een jacquet als het protocol dit voorschrijft. Ook door traditionele studenten (leden van studentenverenigingen) wordt het jacquet bij gelegenheden gedragen.
Vroeger moesten ministers altijd in jacquet op audiëntie bij de Koning. In Nederland dragen de mannelijke ministers nog een jacquet bij hun eedaflegging en tijdens de Troonrede op Prinsjesdag. Daar kwam het jacquet als plaatsvervanger van de ambtskledij die voor de Tweede Wereldoorlog gedragen werd. Het jacquet wordt nog wel gedragen voor het ontvangen van de ambassadeurs en consuls.
Aan het Britse en Spaanse hof wordt het jacquet nog frequent gedragen, en wordt dit benadrukt door de ceremoniemeester. Ook David Beckham droeg een jacquet en hoed toen de koningin hem zijn OBE gaf. Toen Jamie Oliver dat niet deed kreeg hij van de Britse pers een veeg uit de pan. In het Verenigd Koninkrijk wordt het jacquet overigens vaak ook wat minder conservatief gedragen, met gekleurde vesten en dassen, zoals bij de rennen op Ascot.
De variaties op het traditionele zwarte jacquet zijn bijvoorbeeld grijs. De dresscode heet dan officieel niet meer 'Morning Coat', maar 'Morning Suit'. De pantalon, de pandjesjas en het vest hebben dan dezelfde kleur en zijn van hetzelfde materiaal gemaakt ('suit' komt van het Franse woord 'suivre', dat 'volgen' betekent). Het jacquet ('Morning Coat') heeft lange panden en wordt altijd gedragen in combinatie met een gestreepte broek en een (meestal) zwart of grijs vest. De schoenen moeten ook zwart zijn. Met een das heeft het overhemd naar hedendaagse standaarden meestal een liggende boord, edoch was het vroeger gebruikelijk dat bij het jacquet ook bij de stropdas een opstaande boord werd gedragen. Met een plastrondas moet men een stijve opstaande boord dragen. Het jacquet wordt in de regel gedragen tot zonsondergang; tijdens het diner behoort men een rokkostuum te dragen, het avondequivalent van het jacquet.